# Konstruierbarkeitsaxiom
Das Konstruierbarkeitsaxiom ist eine auf Kurt Gödel zurückgehende Aussage der Mengenlehre, die eine mögliche Erweiterung der Zermelo-Fraenkel-Mengenlehre ZFC darstellt. Es besagt, dass alle Mengen konstruierbar (in einem angebbaren Sinn) sind, und wird meist durch die Gleichung {\displaystyle V=L} abgekürzt. Diese Aussage kann man nicht aus ZFC herleiten, aber man kann zeigen, dass die zusätzliche Annahme ihrer Richtigkeit nicht zu Widersprüchen führen kann, die nicht schon allein durch ZFC zu Stande kommen könnten. In einem Mengenuniversum, welches ZF und das Konstruierbarkeitsaxiom erfüllt,  gelten automatisch das Auswahlaxiom und die verallgemeinerte Kontinuumshypothese, wie Gödel zeigen konnte.
Die Grundidee zum Konstruierbarkeitsaxiom besteht darin, das Mengenuniversum so klein wie möglich zu machen. Dazu beschreibt man Konstruktionsprozesse durch so genannte Fundamentaloperationen und fordert schließlich, dass sich auf diese Weise bereits alle Mengen konstruieren lassen.

## Klassen als Funktionen
Um nachfolgende Ausführungen leichter formulieren zu können, dehnen wir in einem ersten Schritt einige für Funktionen bekannte Definitionen und Schreibweisen auf beliebige Klassen {\displaystyle x} aus:
- {\displaystyle D(x)} ist die Klasse aller {\displaystyle y}, für die es ein {\displaystyle z} mit {\displaystyle (y,z)\in x} gibt, und heißt Definitionsbereich von {\displaystyle x}.
- {\displaystyle W(x)} ist die Klasse aller {\displaystyle z}, für die es ein {\displaystyle y} mit {\displaystyle (y,z)\in x} gibt, und heißt Wertebereich von {\displaystyle x}.

Ist {\displaystyle x} eine Funktion, so erhält man die für Funktionen üblichen Begriffe von Definitions- und Wertebereich.
- Für eine Klasse {\displaystyle x} sei weiter {\displaystyle x(y)=z}, falls das Paar {\displaystyle (y,z)} in {\displaystyle x} liegt und es keine weiteren Paare {\displaystyle (y,w)\in x} mit {\displaystyle z\not =w} gibt.

Anderenfalls sei {\displaystyle x(y)} als leere Menge {\displaystyle \emptyset } definiert.
Ist {\displaystyle x} eine Funktion, so ist {\displaystyle x(y)} wie gewohnt der Wert der Funktion an der Stelle {\displaystyle y}, falls {\displaystyle y} aus dem Definitionsbereich {\displaystyle D(x)} ist, und gleich {\displaystyle \emptyset }, falls {\displaystyle y\notin D(x)}. 
Obige Definition ist aber viel allgemeiner, sie gilt für jede Klasse {\displaystyle x}.

## Acht Fundamentaloperationen
Es werden acht Operationen {\displaystyle {\mathcal {F}}_{1},\dotsc ,{\mathcal {F}}_{8}} definiert, die aus zwei Mengen {\displaystyle a} und {\displaystyle b} eine dritte {\displaystyle {\mathcal {F}}_{i}(a,b)} erzeugen.
- {\displaystyle {\mathcal {F}}_{1}(a,b)=\{a,b\}}, das ist die Paarmenge mit den Elementen {\displaystyle a} und {\displaystyle b}

- {\displaystyle {\mathcal {F}}_{2}(a,b)=a\cap {\in }}. Dabei steht {\displaystyle \in } für die Elementrelation. Das Resultat besteht also aus allen Paaren {\displaystyle (x,y)} in {\displaystyle a} mit {\displaystyle x\in y}, unabhängig von {\displaystyle b}.

- {\displaystyle {\mathcal {F}}_{3}(a,b)=a\setminus b}, die Differenzmenge.

- {\displaystyle {\mathcal {F}}_{4}(a,b)=a|_{b}}, das ist die Menge aller Paare {\displaystyle (x,y)} aus {\displaystyle a} mit {\displaystyle x\in b}. Ist speziell {\displaystyle a} eine Funktion, so ist dies die Einschränkung dieser Funktion auf die Menge {\displaystyle b}.

- {\displaystyle {\mathcal {F}}_{5}(a,b)=a\cap D(b)}. Dabei ist {\displaystyle D(b)} der Definitionsbereich von {\displaystyle b}.

- {\displaystyle {\mathcal {F}}_{6}(a,b)=a\cap b^{-1}}. Dabei ist {\displaystyle b^{-1}} die Menge aller Paare {\displaystyle (y,x)}, für die {\displaystyle (x,y)} in {\displaystyle b} liegt.

- {\displaystyle {\mathcal {F}}_{7}(a,b)=a\cap {\rm {cnv}}_{2}(b)}. Dabei ist {\displaystyle {\rm {cnv}}_{2}(b)} die Menge aller Tripel {\displaystyle (z,x,y)}, für die {\displaystyle (x,y,z)} in {\displaystyle b} liegt.

- {\displaystyle {\mathcal {F}}_{8}(a,b)=a\cap {\rm {cnv}}_{3}(b)}. Dabei ist {\displaystyle {\rm {cnv}}_{3}(b)} die Menge aller Tripel {\displaystyle (x,z,y)}, für die {\displaystyle (x,y,z)} in {\displaystyle b} liegt.

## Konstruktion von Mengen
Im folgenden Schritt werden die acht Fundamentaloperationen zu einer einzigen auf {\displaystyle On}, der Klasse aller Ordinalzahlen, definierten Funktion {\displaystyle F} zusammengefasst. Die Idee besteht darin, den Ausdruck {\displaystyle {\mathcal {F}}_{i}(a,b)} als Funktion von {\displaystyle (a,b,i)} zu betrachten, wobei {\displaystyle i} die Zahlen von 1 bis 8 durchläuft, und dies mittels eines Isomorphismus {\displaystyle On\times On\times \{0,\dotsc ,8\}\rightarrow On} als Funktion auf {\displaystyle On} zu konstruieren.
Auf der Klasse {\displaystyle On\times On\times \{0,\dotsc ,8\}} erkläre man die folgende Ordnung:
{\displaystyle (\alpha ,\beta ,m)<(\gamma ,\delta ,n):\Leftrightarrow }
({\displaystyle \max\{\alpha ,\beta \}<\max\{\gamma ,\delta \})}) oder
({\displaystyle \max\{\alpha ,\beta \}=\max\{\gamma ,\delta \})} und {\displaystyle \alpha <\gamma }) oder
({\displaystyle \max\{\alpha ,\beta \}=\max\{\gamma ,\delta \})} und {\displaystyle \alpha =\gamma } und {\displaystyle \beta <\delta }) oder
({\displaystyle \alpha =\gamma } und {\displaystyle \beta =\delta } und {\displaystyle m<n}).
Man kann zeigen, dass dies eine fundierte Wohlordnung auf {\displaystyle On\times On\times \{0,\dotsc ,8\}} definiert. Deshalb gibt es genau einen Ordnungsisomorphismus {\displaystyle J\colon On\times On\times \{0,\dotsc ,8\}\rightarrow On}.
Weiter sei {\displaystyle K_{j}(x)} die {\displaystyle j}-te Komponente von {\displaystyle J^{-1}(x)}, falls {\displaystyle x} eine Ordinalzahl ist, und sonst die leere Menge. Dadurch sind Funktionen {\displaystyle K_{1},K_{2}} und {\displaystyle K_{3}} definiert. Dabei hat {\displaystyle K_{3}} Werte in {\displaystyle \{0,\dotsc ,8\}}; man beachte dazu, dass {\displaystyle \emptyset =0}.
Nun definiert man eine Funktion {\displaystyle G} für alle Mengen {\displaystyle x} wie folgt:
{\displaystyle G(x)={\begin{cases}W(x),&{\mbox{falls }}K_{3}(D(x))=0\\{\mathcal {F}}_{i}(x(K_{1}(D(x))),x(K_{2}(D(x)))),&{\mbox{falls }}K_{3}(D(x))=i>0\end{cases}}}
Schließlich lässt sich mittels transfiniter Induktion aus {\displaystyle G} die Konstruktionsfunktion {\displaystyle F} definieren:
- {\displaystyle F} ist die auf {\displaystyle On} definierte Funktion mit {\displaystyle F(\alpha )\,=\,G(F|_{\alpha })} für alle Ordinalzahlen {\displaystyle \alpha \in On}.

Eine Menge {\displaystyle x} heißt nun konstruierbar, falls es eine Ordinalzahl {\displaystyle \alpha } gibt mit {\displaystyle x=F(\alpha )}. Die ersten Beispiele konstruierbarer Mengen sind {\displaystyle F(0)=0=\emptyset }, {\displaystyle F(1)=1=\{0\}}, {\displaystyle F(2)=0}, {\displaystyle F(3)=0}, {\displaystyle F(4)=0}, {\displaystyle F(5)=0}, {\displaystyle F(6)=0}, {\displaystyle F(7)=0}, {\displaystyle F(8)=0}, {\displaystyle F(9)=2=\{0,1\},\dotsc }

## Die konstruktive Hierarchie und das Konstruierbarkeitsaxiom
Üblicherweise bezeichnet man mit {\displaystyle V} das Mengenuniversum, das heißt die Klasse aller Mengen, oder kurz {\displaystyle V=\{x;\,x=x\}}. Mit {\displaystyle L} bezeichnet man die Klasse aller konstruierbaren Mengen, und es gilt {\displaystyle L\subseteq V}. 
Durch die Konstruktion der Elemente von {\displaystyle L} mit Hilfe der Ordinalzahlen kann man auf {\displaystyle L} in einfacher Weise eine Hierarchie definieren, die Konstruktible Hierarchie von Klassen {\displaystyle L_{\alpha }} mit {\displaystyle \alpha <\beta \implies L_{\alpha }\subseteq L_{\beta }}   und   {\displaystyle L=\bigcup _{\alpha \in Ord}L_{\alpha }}.
Die sich hier stellende Frage, ob jede Menge konstruierbar ist, das heißt ob das so genannte Konstruierbarkeitsaxiom {\displaystyle V=L} gilt, erweist sich als nicht entscheidbar.
Ersetzt man in den ZF-Axiomen alle Quantoren {\displaystyle \forall x} bzw. {\displaystyle \exists x}, die man ja als {\displaystyle \forall x\in V} bzw. {\displaystyle \exists x\in V} lesen kann, durch die eingeschränkten Quantoren {\displaystyle \forall x\in L} bzw. {\displaystyle \exists x\in L}, so kann man nachweisen, dass auch dann, eingeschränkt auf {\displaystyle L}, alle ZF-Axiome gelten. In diesem Sinne ist {\displaystyle L} ein Modell für ZF. Man muss hier sehr sorgfältig zwischen ZF und dem Modell {\displaystyle L} für ZF, das mittels ZF konstruiert wurde, unterscheiden.
Im Modell {\displaystyle L} sind alle Mengen konstruierbar, das heißt, es gilt hier das Konstruierbarkeitsaxiom {\displaystyle V=L}. Daher kann man auf Basis ZF die Existenz nicht konstruierbarer Mengen nicht herleiten, denn dieselbe Herleitung müsste auch im Modell {\displaystyle L} gelten. Insbesondere ist die Annahme {\displaystyle V=L} als zusätzliches Axiom zu ZF nicht widersprüchlich unter der Annahme, dass ZF widerspruchsfrei ist; man spricht von relativer Konsistenz. Mittels Modelltheorie kann man auch zeigen, dass {\displaystyle V=L} nicht aus ZF, ja nicht einmal aus {\displaystyle ZFC+GCH} herleitbar ist.

## Weitere Axiome
Aus dem Konstruierbarkeitsaxiom {\displaystyle V=L} lassen sich einige weitere in ZF allein nicht beweisbare Aussagen herleiten, diese sind dann ebenfalls relativ konsistent.

### Das Auswahlaxiom
Zu jeder konstruierbaren Menge {\displaystyle x\in L} gibt es eine Ordinalzahl {\displaystyle \alpha } mit {\displaystyle x=F(\alpha )}; es sei {\displaystyle {\rm {Od}}(x)} die kleinste Ordinalzahl {\displaystyle \alpha } mit {\displaystyle x=F(\alpha )}.
Setze {\displaystyle A:=\{(x,y);x,y\in L,y\in x,\forall z\in x:{\rm {Od}}(y)\leq \mathrm {Od} (z)\}}.
Dann kann man zeigen, dass {\displaystyle A} eine Funktion ist mit {\displaystyle A(x)\in x} für alle nicht-leeren {\displaystyle x\in L}. 
Damit gilt in ZF unter der zusätzlichen Annahme des Konstruierbarkeitsaxioms das Auswahlaxiom; mehr noch, es gibt sogar eine universelle Auswahlfunktion, nämlich obiges {\displaystyle A}. Man schreibt kurz {\displaystyle V=L\rightarrow AC}.
Das Auswahlaxiom AC erweist sich also als relativ konsistent. In einem Mengenuniversum mit Konstruierbarkeitsaxiom ist das Auswahlaxiom entbehrlich, denn es lässt sich herleiten.

### Die verallgemeinerte Kontinuumshypothese
Gödel hat ebenfalls gezeigt, dass in {\displaystyle L} die verallgemeinerte Kontinuumshypothese (GCH) gilt. In ZF kann also aus dem Konstruierbarkeitsaxiom auf GCH geschlossen werden, kurz {\displaystyle V=L\rightarrow GCH}. Es ist plausibel, dass man zur Gültigkeit der verallgemeinerten Kontinuumshypothese möglichst wenige Mengen im Mengenuniversum haben sollte, denn zwischen der Mächtigkeit einer unendlichen Menge und der Mächtigkeit ihrer Potenzmenge soll es ja keine weiteren Mächtigkeiten geben. Dies war Gödels ursprüngliche Motivation für die Untersuchung der Konstruierbarkeit.

### Die Suslin-Hypothese
Die Suslin-Hypothese ist in {\displaystyle L} falsch, wie Ronald Jensen 1968 zeigen konnte.